# 上布雷达
上布雷达（法語：Le Haut-Bréda，法語發音：[lə o bʁeda]）是法国伊泽尔省的一个市镇，属于格勒诺布尔区。该市镇于2019年由原市镇拉费里耶尔和潘索合并而成，行政中心位于拉费里耶尔。

## 地名
该市镇得名于布雷达河与上布雷达谷。

## 地理
上布雷达（45°19'14"N, 6°5'16"E）面积78.60 平方千米，位于法国奥弗涅-罗讷-阿尔卑斯大区伊泽尔省，该省份为法国东南部内陆省份，北起顺时针与安省、萨瓦省、上阿尔卑斯省、德龙省、阿尔代什省、卢瓦尔省和罗讷省。
与上布雷达接壤的市镇（或旧市镇、城区）包括：阿勒瓦尔、圣阿尔邦德维拉尔、圣科隆邦德维拉尔、沃雅尼、阿勒蒙、拉瓦勒昂贝勒多讷、莱萨德雷、泰斯、克雷昂贝勒多讷。
上布雷达的时区为UTC+01:00、UTC+02:00（夏令时）。

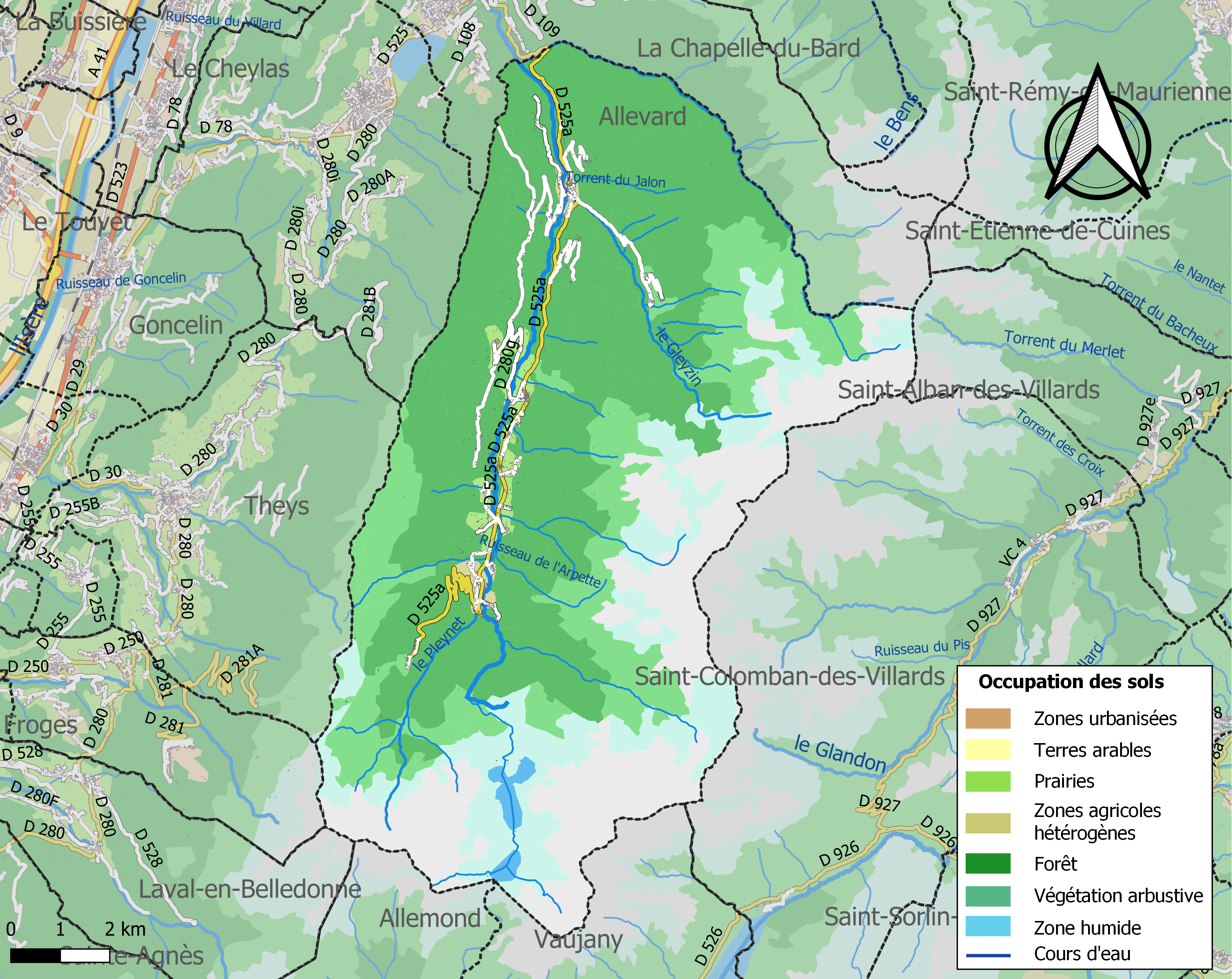
上布雷达的OSM定位图

## 行政
上布雷达的邮政编码为38580，INSEE市镇编码为38163。

## 政治
上布雷达所属的省级选区为上格雷西沃当县。

## 人口
上布雷达于2022年1月1日时的人口数量为459人。